# Cacomantis
Cacomantis ist eine Gattung in der Familie der Kuckucke, zu der sieben Arten gehören. Sie kommen in einer Region vom tropischen Asien bis nach Australien vor.
Alle Arten sind obligate Brutschmarotzer, die ihren Nachwuchs von Wirtsvögeln groß ziehen lassen. Bis auf den Molukkenkuckuck wird die Bestandssituation aller Arten mit LC (= least concern – nicht gefährdet) angegeben. Der Molukkenkuckuck gilt dagegen als potentiell gefährdet (near threatened).

## Merkmale der Gattung
Die Gattung zeichnet sich durch die geringe Körpergröße der einzelnen Arten aus. Sie haben außerdem alle gerundete Nasenlöcher, einen schmalen und am Ende gerundeten Schwanz sowie einen auffälligen Balzgesang. Von der nah verwandten Gattung der Kuckucke (Cuculus) unterscheiden sie sich durch ihre Körpergröße und einen blassen Strich auf der Unterseite der Flügel.

## Verbreitungsgebiet
Das Verbreitungsgebiet dieser Gattung reicht vom tropischen Asien über Neuguinea, die Salomonen, Vanuatu, Fidschi, Neukaledonien bis in den Norden, den Nordosten und Südwesten von Australien.

## Arten
Die folgenden Arten gehören zur Gattung Cacomantis.  Bis auf den Graubauchkuckuck werden für alle Arten mehrere Unterarten unterschieden.
- Rostbauchkuckuck (Cacomantis castaneiventris)
- Fächerschwanzkuckuck (Cacomantis flabelliformis)
- Sonneratkuckuck (Cacomantis sonneratii)
- Klagekuckuck (Cacomantis merulinus)
- Graubauchkuckuck (Cacomantis passerinus)
- Buschkuckuck (Cacomantis variolosus)
- Molukkenkuckuck (Cacomantis aeruginosus)

Der Blasskuckuck wird gelegentlich ebenfalls zur Gattung Cacomantis gestellt. Quellen wie das Handbook of the Birds of the World oder Wissenschaftler wie Bruce Beehler stellen die Art mittlerweile in eine eigene Gattung. Auf Grund von mtDNA-Analysen gilt als sicher, dass der Blasskuckuck eine Zwischenform zwischen den Gattungen Cuculus und Cacomantis ist, die am nächsten mit dem ebenfalls monotypischen Weißscheitelkoel (Caliechthrus leucolophus) verwandt ist.

## Einzelbelege
1. ↑   moluccan-cuckoo-cacomantis-aeruginosus Handbook of the Birds of the World zum Molukkenkuckuck, aufgerufen am 26. November 2017
2. ↑   Beehler & Pratt: Birds of New Guinea. S. 146.
3. ↑   Beehler & Pratt: Birds of New Guinea. S. 145.
4. ↑   Beehler & Pratt: Birds of New Guinea. S. 143.
5. ↑   Handbook of the Birds of the World zum Blasskuckuck, aufgerufen am 26. November 2017